# Silvio Leonard
Silvio Leonard (* 20. září 1955 Cienfuegos) je bývalý kubánský atlet, běžec na krátkých tratích. Stal se druhým sprinterem na světě, který zaběhl 100 metrů pod 10.00 sekundy časem 9.98, stalo se tak dne 11. srpna 1977 v Guadalajaře. Prvním atletem, kterému se to podařilo byl Jim Hines na Letních olympijských hrách 1968 v Mexiku. V roce 1977 se stal nejrychlejším sprinterem na 200 metrů časem 20.08 sekundy.

## Úspěchy

### Olympijské hry
- LOH 1976 Montreal - 5. místo štafeta 4 x 100 m
- LOH 1980 Moskva - 2. místo 100 m

### Panamerické hry
- 1975 - 1. místo 100 m
- 1979 - 1. místo 100 m
- 1979 - 1. místo 200 m

### Univerziáda
- 1979 - 1. místo 100 m

### Středoamerické a karibské hry
- 1974 - 1. místo 100 m
- 1974 - 1. místo 200 m
- 1978 - 1. místo 100 m
- 1978 - 1. místo 200 m